# Tipula (Eumicrotipula) palenca
Tipula (Eumicrotipula) palenca is een tweevleugelige uit de familie langpootmuggen (Tipulidae). De soort komt voor in het Neotropisch gebied.